# Съчево
Съчево (на македонска литературна норма: Сачево) е село в община Струмица на Северна Македония.

## География
Селото е разположено в Струмишкото поле, на 8 km източно от град Струмица. Площта на землището на Съчево е 2,9 km². Към края на ХХ век обработваеми са 247 ha от тази площ.

## История
През XIX век селото е чисто българско. Църквата „Свети Илия“ е от 1870 година. В „Етнография на вилаетите Адрианопол, Монастир и Салоника“, издадена в Константинопол в 1878 година и отразяваща статистиката на населението от 1873 година, Съчово (Satchovo) е посочено като село с 43 домакинства, като жителите му са 146 българи и 10 мюсюлмани. Според статистиката на Васил Кънчов („Македония. Етнография и статистика“) от 1900 година селото е населявано от 280 жители, всички българи християни.
През учебната 1893 - 1894 година в Съчево (Satchevo) функционира българско начално училище.
В началото на XX век цялото село е под върховенството на Българската екзархия. По данни на секретаря на екзархията Димитър Мишев („La Macédoine et sa Population Chrétienne“) през 1905 година в селото има 280 екзархисти. Там продължава да функционира българско училище.
При избухването на Балканската война в 1912 година един жител на селото е доброволец в Македоно-одринското опълчение. Селото е освободено от османска власт от четите на Михаил Думбалаков и Кочо Хаджиманов.
Според преброяването от 2002 година Съчево има 540 жители, всички северномакедонци. В селото има основно училище „Маршал Тито“ и църква „Свети Илия“.
Според данните от преброяването през 2021 година Съчево има 443 жители.

## Личности
Родени в Съчево
- Ангел Темелков (около 1870 – след 1942), български революционер
- Атанас Пецев Георгиев (1879 – след 1942), български революционер
- Васил Попдонев (1872 или 1887 – след 1943), земеделец, II отделение, македоно-одрински опълченец, служи в 4-та рота на 13-а кукушка дружина;[13] на 10 април 1943 година като жител на Моноспитово подава молба за българска народна пенсия; молбата е одобрена и пенсията е отпусната от Министерския съвет на Царство България[14]
- Гале Галев (р. 1943), северномакедонски юрист
- Димитър Галев (1939 – 2005), северномакедонски историк
- Панде (Пандо) Митев (около 1893 – 1913), македоно-одрински опълченец, 1-ва рота на 3-та солунска дружина, загинал на 20 юли 1913 година при кюстендилското село Църварица[15]
- Тома Темелков, български революционер, терорист и струмишки войвода на ВМРО (Иван Михайлов)[16]